# Isokor
 Denne artikel bør gennemlæses af en person med fagkendskab for at sikre den faglige korrekthed.

 Der er for få eller ingen kildehenvisninger i denne artikel, hvilket er et problem. Du kan hjælpe ved at angive troværdige kilder til de påstande, som fremføres i artiklen.

En isokorisk proces er en termodynamisk tilstandsændring, der foregår med konstant volumen. Eksempler på isokorer processer er opvarmning eller afkøling af stoffer i en tæt beholder med konstant volumen. Ved en sådan proces vil der ikke udføres volumarbejde og temperaturændringen vil kun bidrage til til trykændring eller faseovergang.
En isokor eller isometrik er en linje (kurve) gennem de steder, hvor volumenet er konstant.
I et pV-diagram, med volumen ud ad x-aksen og tryk ud ad y-aksen, vil den isokorer linje således være en lodret linje.